# Dinamismo di un cavallo in corsa + case
Dinamismo di un cavallo in corsa + case è l'ultima opera scultorea di Umberto Boccioni, realizzata tra 1914 e 1915. È conservata nella Peggy Guggenheim Collection, presso palazzo Venier dei Leoni, nel centro storico di Venezia. Con questa scultura l'artista afferma la sua opinione secondo cui la natura stessa del senso visivo produce l'illusione della fusione delle forme; l'osservatore infatti, non avendo cognizione dell'effettiva distanza che intercorre tra il cavallo in corsa e le case sullo sfondo, percepisce le due figure come parte di una singola unità dinamica.
Essa segue i dettami del Manifesto tecnico della scultura futurista nel negare l'esclusività di una materia per la intera costruzione d'un insieme scultorio: infatti, l'opera si compone di parti in legno, in cartone, in rame e in ferro, con superfici dipinte a guazzo e olio.